# Željko Petrović
Željko Petrović, srbski nogometaš in trener, * 13. november 1965.
Za jugoslovansko in srbsko reprezentanco je odigral 18 uradnih tekem.